# Костенко Наталія Василівна
Наталія Василівна Костенко (20 січня 1941, Київ — 27 лютого 2024, там само) — українська літературознавиця, віршознавиця, докторка філологічних наук. Професорка кафедри теорії літератури, компаративістики і літературної творчості Інституту філології КНУ імені Тараса Шевченка.

## Життєпис
Народилася в Києві в родині радянського партійного діяча Василя Костенка.
Навчалася в Київському педінституті імені Горького (1958–1961) та в Київському державному університеті ім. Т. Г. Шевченка (1961–1963).
У 1969 році почала викладацьку роботу в Київському державному університеті ім. Т. Г. Шевченка на кафедрі теорії літератури і літератур народів СРСР (нинішня назва — кафедра теорії літератури, компаративістики та літературної творчості).
Понад 20 років очолювала університетську літературну студію імені Максима Рильського (у 1980-ті роки — разом з Л. Скирдою, згодом з О. Яровим).
Керівниця віршознавчого семінару Інституту філології Київського національного університету імені Тараса Шевченка. Ініціаторка видання збірника «Віршознавчі студії» та проведення першої всеукраїнської віршознавчої конференції «Українське віршознавство ХХ — початку ХХІ століть. Здобутки і перспективи розвитку» (Київ, 21 вересня 2009 року).

## Наукова діяльність
Основне наукове зацікавлення — віршознавство. Авторка посібника «Українське віршування ХХ століття» (1993, 2006) та численних наукових статей з питань метрики, ритміки, римування та інших аспектів теорії вірша. Власне віршознавчий розгляд поетичної творчості представлений і в її монографіях про поетику Миколи Бажана, Максима Рильского, Павла Тичини. Одна із авторок Української літературної енциклопедії (статті з віршознавства).
Студії Н. Костенко над поетикою Шевченка почалися з видання укладеного нею «Метричного довідника до віршів Тараса Шевченка» (1994). Згодом опубліковано розвідки про ритміку, риму та строфіку поезії Шевченка. Статті про окремі твори поета увійшли до Шевченківської енциклопедії, виданої Інститутом літератури НАН України.
Досліджувала творчість М. Бажана, звернувшись до розгляду його творчого доробку ще під час праці над кандидатською дисертацією «Поетика Миколи Бажана (1923—1941)» (1969). Найвагомішим внеском Н. Костенко в бажаніану стала книга «Микола Бажан. Життя. Творчість. Особливості віршостилістики» (К., 2004).
Професор Наталія Костенко також підготувала до друку видання творів М. Бажана (Л., 1988; К., 2003–2004), П. Филиповича (К., 1989), та перевидання «Науки віршування» Б. Якубського (К., 2007), організувала дослідження дольника в українській поезії і виступила науковою редакторкою колективної монографії «Український дольник» (К., 2013).

## Основні наукові публікації
- Поетика Миколи Бажана (1923—1940 рр.). — К. : Вид-во Київ. ун-ту ім. Т. Г. Шевченка, 1971. — 172 с.
- Поетика Миколи Бажана (1941—1977). — К. : Вища шк., 1978. — 216 с.
- Поетика Павла Тичини. Особливості віршування. — К. : Вища шк., 1982. — 256 с.
- Максим Рыльский — мастер украинского классического стиха. — К. : Вища шк., 1988. — 197 с.
- Микола Бажан. Життя. Творчість. Особливості віршостилістики. — К. : КИЙ, 2004. — 382 с.
- Українське віршування ХХ століття : навч. посіб. — К. : ВПЦ «Київ. ун-т», 2006. — 287 с.
- Вірш і поезія : Збірник наукових, літературно-критичних і публіцистичних статей. — К.: Видавн. дім Дмитра Бураго, 2014.  — 692 с.
- Метричний довідник до віршів Тараса Шевченка : метод. розробка з курсу віршознавства для викл. і студ. філол. ф-ту. — К. : Вид.-полігр. центр «Київ. ун-т», 1994. — 40 с.
- Про 126−116-складовий вірш Т. Г. Шевченка // Віршознавчий семінар. Присвячується пам'яті Галини Кіндратівни Сидоренко. — К. : ВПЦ «Київ. ун-т», 2007. — С. 91-100.[недоступне посилання з вересня 2019]
- О рифме Т. Г. Шевченко // Актуальні проблеми слов'янської філології. Серія: Лінгвістика і літературознавство. — 2009. — Вип. XX. — С. 47-69. [Архівовано 20 березня 2022 у Wayback Machine.]